# NGC 4705
NGC 4705 (również PGC 43350) – galaktyka spiralna z poprzeczką (SBbc), znajdująca się w gwiazdozbiorze Panny. Odkrył ją William Herschel 22 lutego 1787 roku.